# 岐阜県道56号南濃関ケ原線

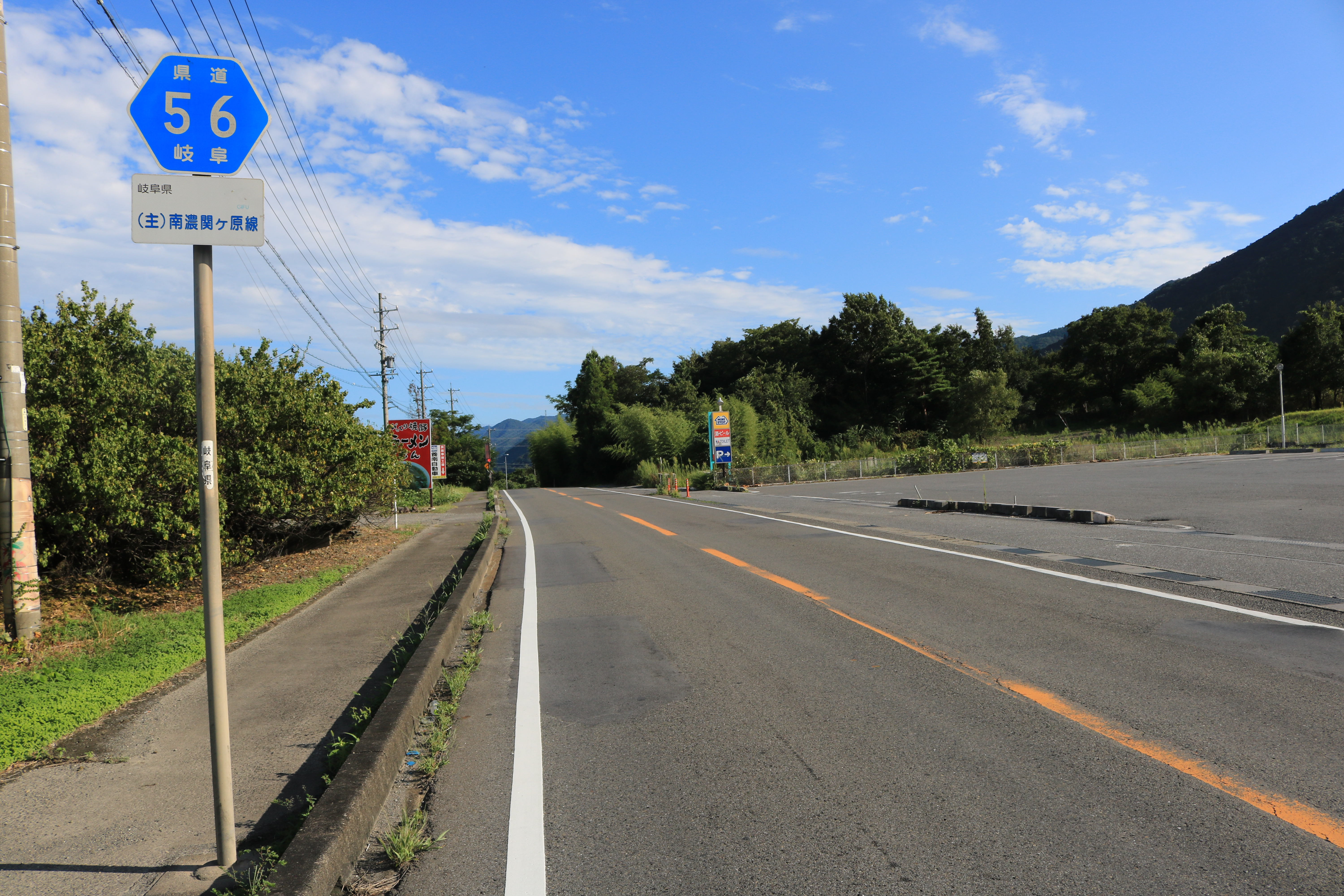
岐阜県道56号南濃関ケ原線、養老郡養老町一色にて

岐阜県道56号南濃関ケ原線（ぎふけんどう56ごう なんのうせきがはらせん）は、岐阜県海津市南濃町から同県不破郡関ケ原町に至る主要地方道に指定された県道である。

## 概要

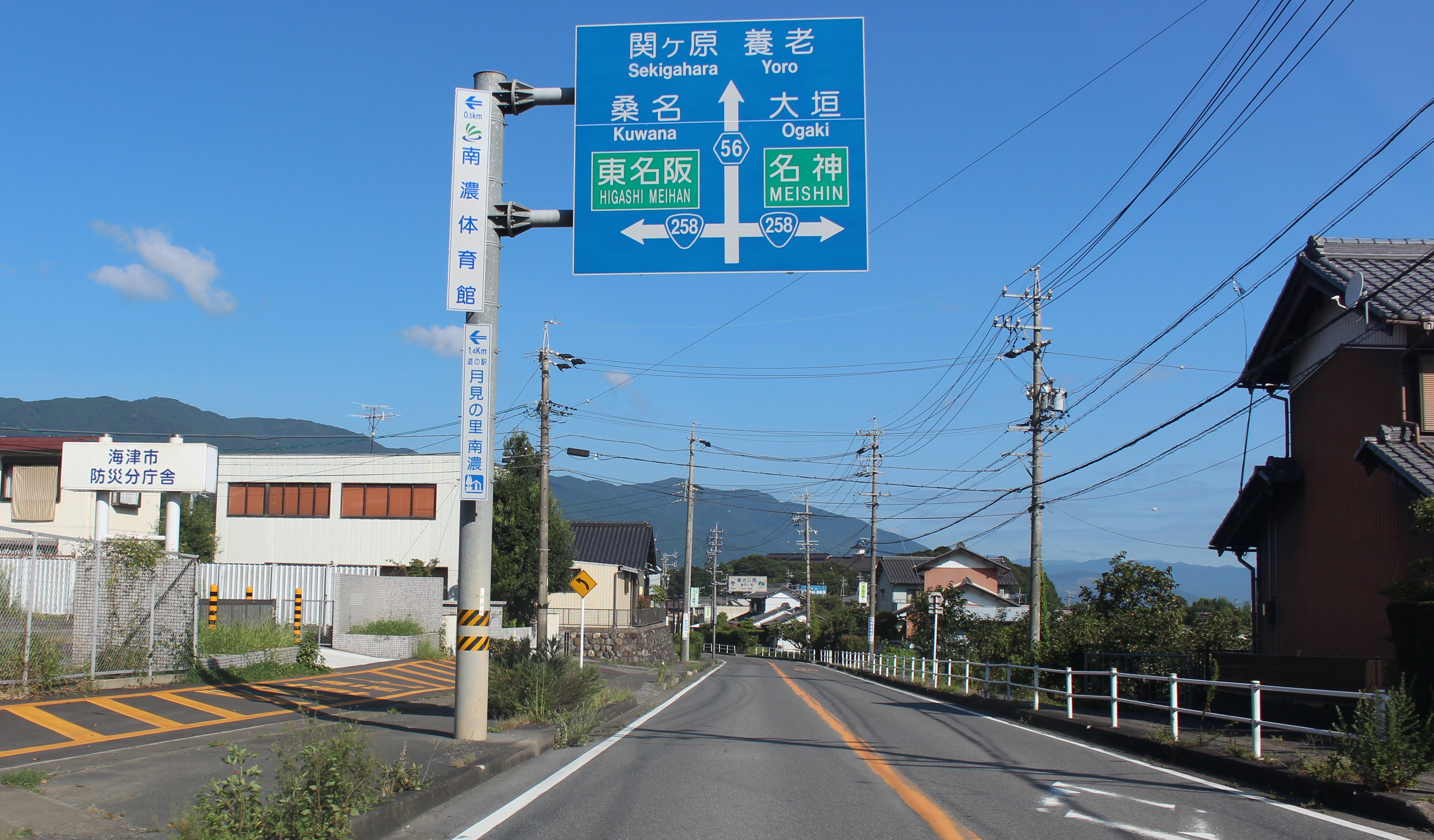
起点となる国道258号との駒野交差点で岐阜県道8号津島南濃線に接続する

起点および終点が一般国道の指定区間路線である国道258号や国道21号と接続し、大垣市街地を通過することなく連絡する。1991年（平成3年）に岐阜県と鹿児島県の姉妹県盟約20周年を記念して鹿児島県木のカイコウズが沿道に植栽され、“薩摩カイコウズ街道”の愛称が付されている。

### 路線データ
岐阜県法規集に基づく起終点および経過地は次のとおり。
- 起点：海津市南濃町（駒野交差点＝国道258号交点、岐阜県道8号津島南濃線終点）
- 終点：不破郡関ケ原町（一ツ軒交差点＝国道21号交点）
- 重要な経過地：なし
- 実延長：19.071km[1]

## 路線状況
海津市内、養老町内では養老山地の東側を通る。海津市の起点から養老町石畑までの区間では養老鉄道養老線と並行する。また、養老町橋爪から大垣市上石津町牧田・広瀬橋南交差点までは牧田川の右岸を通る。

### 通称

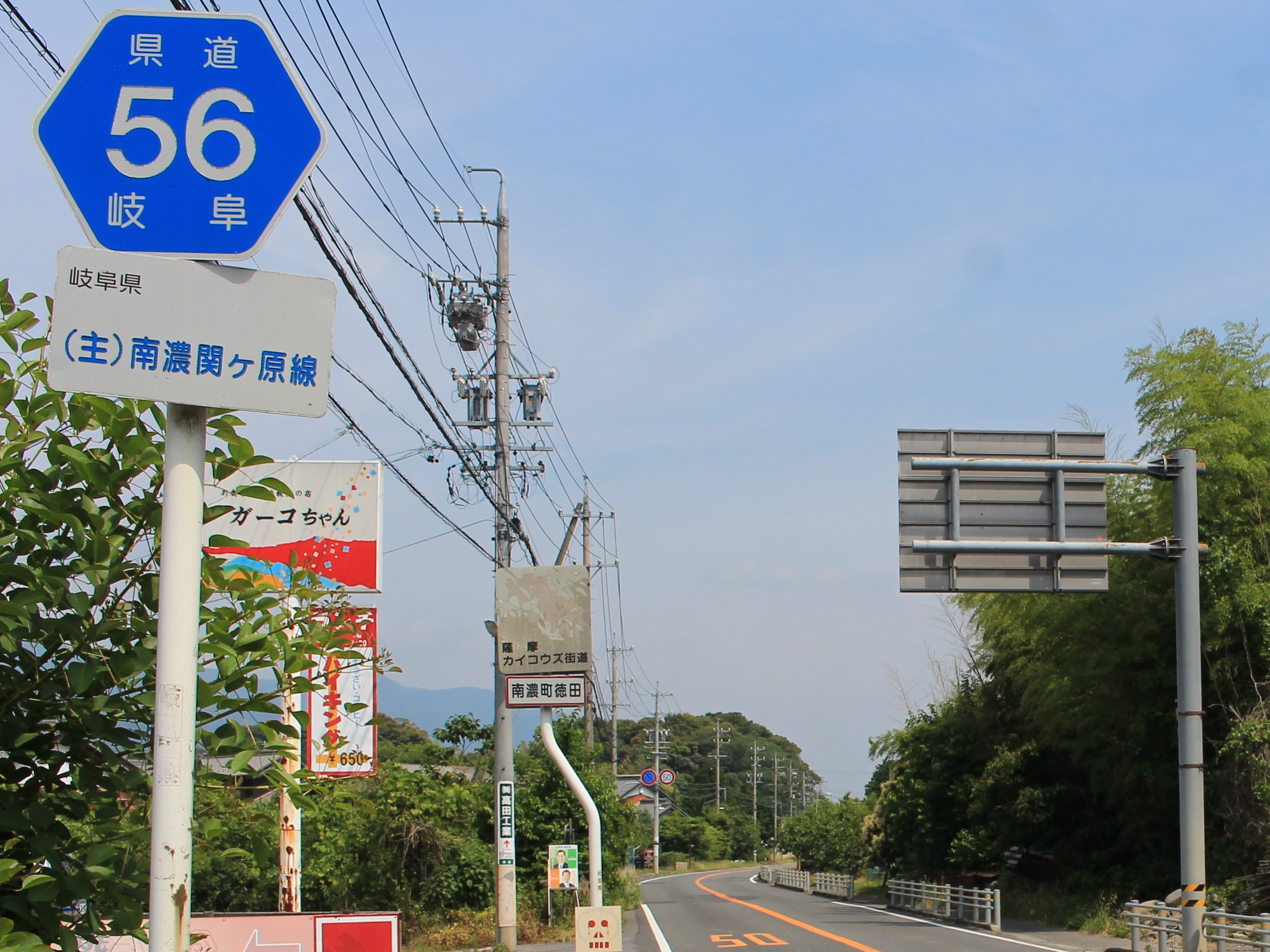
県道標識と薩摩カイコウズ街道の標識

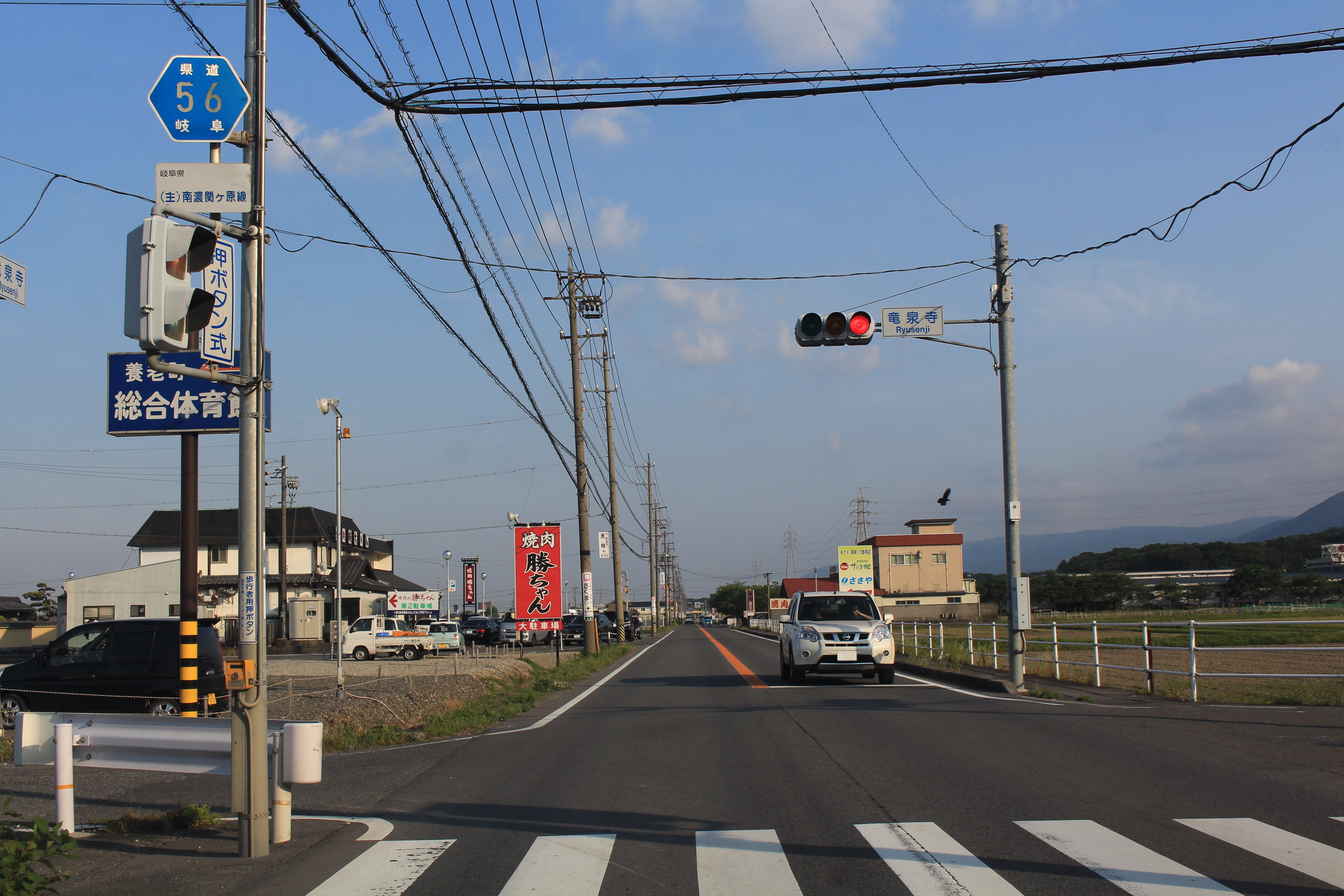
養老町竜泉寺交差点にて、周辺沿線には養老ミート本社工場があり、多くの飛騨牛などの焼肉店がある

薩摩カイコウズ街道
“カイコウズ”とは学名をアメリカデイゴといい、1966年（昭和41年）に鹿児島県木として制定された樹木である。江戸時代に、度重なる洪水が発生していた輪中の治水対策として、木曽三川を分流させる宝暦治水を薩摩藩が実施したことが縁で1971年（昭和46年）に岐阜県と鹿児島県が姉妹県盟約として締結し、1991年（平成3年）の姉妹県盟約締結20周年事業として、鹿児島県の木であるカイコウズが当路線を中心に海津市の木曽三川公園から関ケ原町までの35kmにわたって植栽された。
養老焼肉街道
養老町内では、焼肉店が集合して沿道に軒を連ねていることから、“養老焼肉街道”と呼称される。

### 重複区間
- 岐阜県道96号大垣養老公園線（養老町柏尾・養老公園東交差点 - 養老町石畑・石畑交差点）
- 岐阜県道227号牧田室原線（大垣市上石津町牧田・広瀬橋南交差点 - 大垣市上石津町牧田・広瀬橋北交差点）
- 国道365号（大垣市上石津町牧田・牧田小学校南交差点 - 不破郡関ケ原町大字関ケ原・中町交差点）

### 道路施設
- 広瀬橋（牧田川、大垣市上石津町牧田）

## 地理

### 通過する自治体
- 岐阜県
  - 海津市 - 養老郡養老町 - 大垣市 - 不破郡関ケ原町

### 交差する道路
海津市
- 国道258号・岐阜県道8号津島南濃線：駒野交差点（起点）
- 岐阜県道25号南濃北勢線：庭田交差点

養老郡養老町
- 岐阜県道96号大垣養老公園線：柏尾・養老公園東交差点
- 岐阜県道96号大垣養老公園線・岐阜県道213号養老平田線：石畑・石畑交差点

大垣市

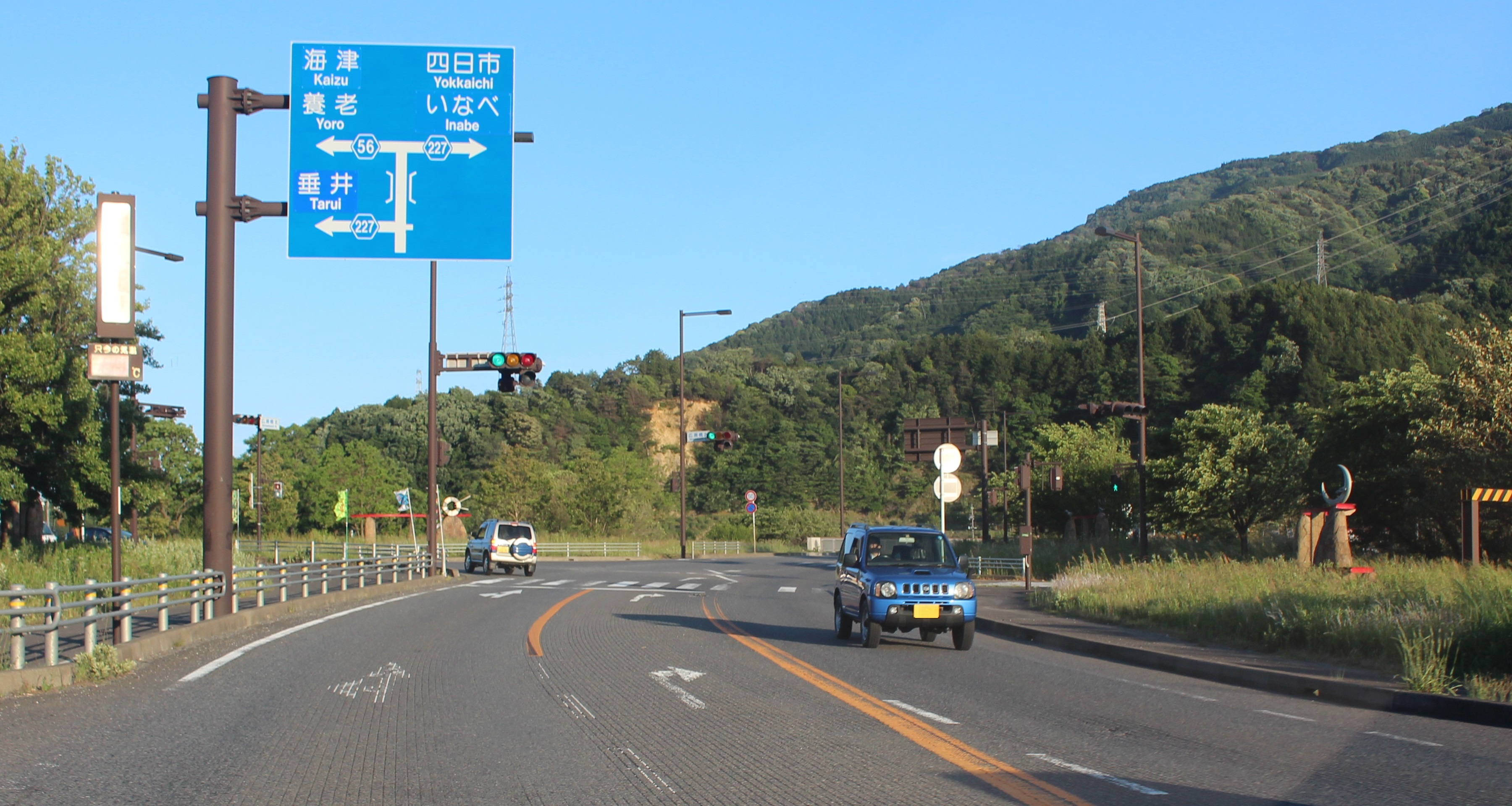
岐阜県道227号牧田室原線との重複区間となる牧田川に架かる広瀬橋、大垣市上石津町牧田にて

- 岐阜県道227号牧田室原線：上石津町牧田・広瀬橋南交差点、広瀬橋北交差点

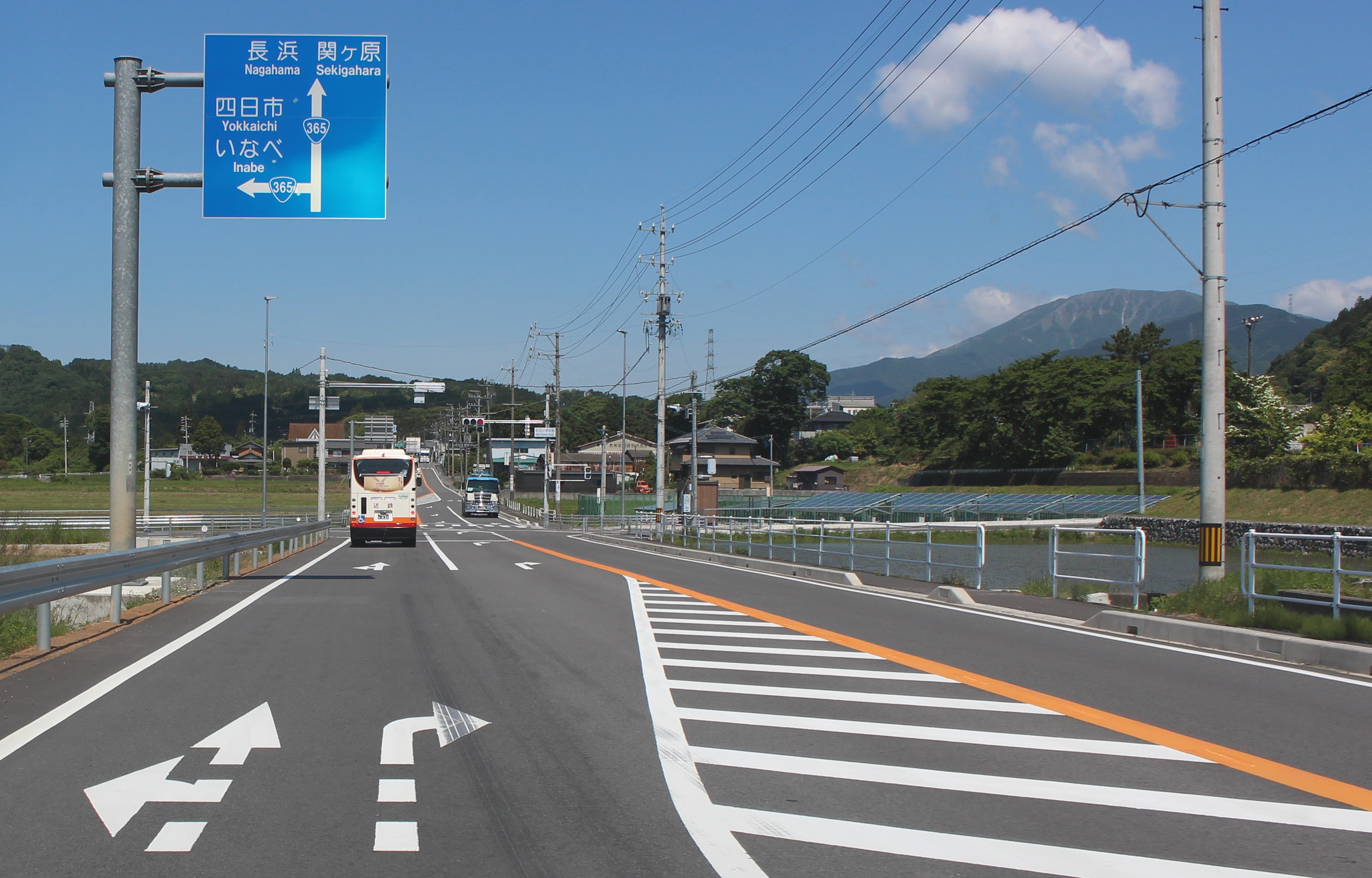
大垣市上石津町牧田の牧田小学校南交差点から国道21号に接続する終点となる不破郡関ケ原町一ツ軒交差点までの区間は、国道365号との重複区間となる

- 国道365号：上石津町牧田・牧田小学校南交差点
- 岐阜県道229号牧田関ケ原線：上石津町牧田・牧田一色交差点

不破郡関ケ原町
- 名神高速道路：関ヶ原インターチェンジ
- 国道365号：中町交差点
- 国道21号：一ツ軒交差点（終点）

### 沿線
- 庭田貝塚
- 円満寺霊園
- 養南病院
- 養老公園
  - 岐阜県こどもの国
  - 養老天命反転地
  - 養老ランド
  - 養老の滝
- 養老警察署
- 養老ミート本社工場
- 関ヶ原古戦場
- 関ケ原町民体育館